# Aleph
L'aleph è la prima lettera dell'alfabeto fenicio e la prima lettera dell'alfabeto ebraico.

## Corsivo moderno
Nella scrittura corsiva ebraica moderna il carattere è scritto "".

## Antichità
In origine la sua forma assomigliava a una testa di bue stilizzata, aleph significava infatti "bue". L'א deriva quindi dal glifo egizio: 
| F2 |

 e successivamente in seguito ad una rotazione della lettera, connessa col variare del senso della scrittura, le due "corna" del bue sono diventate le due "gambe" della A stampatello.

### Esegesi ebraica
Nella scrittura ebraica le lettere venivano anche impiegate come cifre, e ad aleph spettava il valore numerico di 1.
Le lettere presentano anche un forte significato simbolico: il Sefer haBahir afferma che essa esisteva già prima dell'"esistenza" della Torah.

#### Disegno della lettera ed esegesi mistica ebraica
Ulteriori interpretazioni simboliche si basano su di un'analisi della forma della lettera. Graficamente l'aleph (nella sua grafia odierna, diversa da quella antica) si può immaginare formato da due Yod connessi da un Waw.
Nel sistema numerico ebraico la Jodh vale 10 e la Waw vale 6. Dalla somma totale si ottiene il numero 26, che è pari alla somma del valore numerico delle lettere che compongono il nome divino, YHWH; infatti la Yod come precedentemente detto vale 10 più due He del valore di 5 e il Vav con valore di 6 (10+5+6+5 = 26).
Aleph rappresenta anche l'inizio (dell'alfabeto e della numerazione), e pertanto viene connessa ad Adam («uomo e donna li creò»), la più "nobile" creatura di Dio: il nome Adam inizia proprio con aleph (cfr. anche Messia).

#### Simbologia
Anche nel Sefer haBahir viene paragonata al cervello, all'orecchio, ai dieci comandamenti e alla Sefirah Keter.

### Altre similitudini

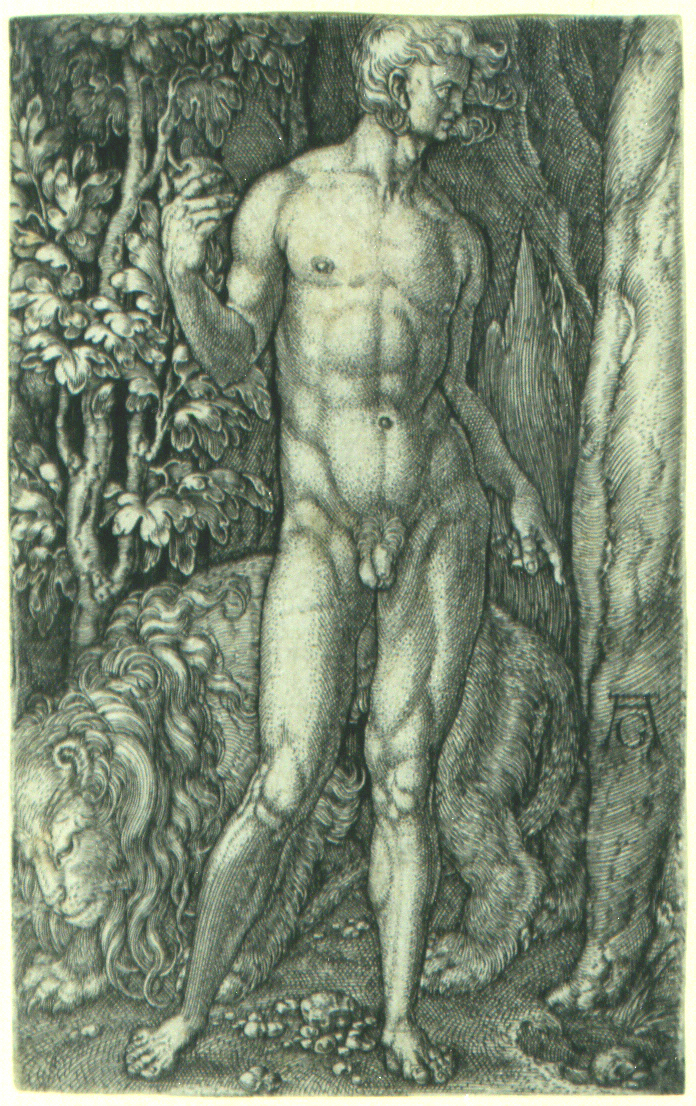
Adamo e il leone, di Heinrich Aldegrever (1540)

L'Alef ha come corrispondente greco l'alfa, e come corrispondente arabo l'alif. Da questa lettera si è originata anche la A latina.
Da un punto di vista analogico ed esoterico, l'alef rappresenta l'Unità primordiale, il Principio che contiene in sé il tutto come un seme l'intera pianta. Corrisponde al numero 1, mentre il valore numerico delle lettere «aleph» è 111, una sorta di tripartizione dell'unità.
In quanto tale essa rappresenta il Capo, la Volontà suprema, la Forza originaria ben espressa dal glifo del toro. Il rimando ad Adamo include anche il primo animale da questi nominato, cioè Arih, il leone il cui epiteto comprende i termini ar (fuoco) + aih (fenice o aquila): questi tre simboli animali, insieme al volto del primo uomo, compongono il tetramorfo, ovvero l'espressione del potere sui quattro elementi e quindi su tutti i regni della natura, racchiuso nell'aleph.

## Matematica
In matematica, si indica con {\displaystyle \aleph _{i}} l'i-esimo numero cardinale transfinito: in particolare con {\displaystyle \aleph _{0}} si indica la potenza del numerabile. Infatti, secondo la teoria di Georg Cantor, la scrittura {\displaystyle \aleph _{0}}indica gli insiemi infiniti numerabili, come, ad esempio, i numeri naturali ({\displaystyle \mathbb {N} }); poi, se accettiamo l'ipotesi del continuo, {\displaystyle \aleph _{1}} sta ad indicare gli infiniti con la stessa potenza dell'insieme dei numeri reali ({\displaystyle \mathbb {R} }), che corrisponde alla potenza dell'insieme delle parti di {\displaystyle \mathbb {N} }.

## Codifica Unicode per lettera e corrispondente simbolo matematico
Nella codifica Unicode, in corrispondenza della lettera ebraica ảleph, è presente anche un carattere che identifica il simbolo utilizzato in matematica, associato alla stessa lettera ma distinto dal carattere che identifica la lettera:
| Carattere | Tipologia              | Unicode esadecimale | Unicode decimale | HTML | TeX    |
| א         | Aleph, lettera ebraica | &#x5D0;             | &#1488;          |      |        |
| ℵ         | Aleph, simbolo         | &#x2135;            | &#8501;          |      | \aleph |
| --------- | ---------------------- | ------------------- | ---------------- | ---- | ------ |

La differenza tra i due caratteri è che, utilizzando un word processor, il simbolo non provoca l'inversione del senso di scrittura, che rimane quello da sinistra verso destra.
Ciò accade per tutte le prime quattro lettere dell'alfabeto ebraico (vedere anche bet, gimel, daleth).